# Collegio di Walthamstow
Walthamstow è un collegio elettorale situato nella Grande Londra, e rappresentato alla Camera dei comuni del Parlamento del Regno Unito. Elegge un membro del parlamento con il sistema first-past-the-post, ossia maggioritario a turno unico; l'attuale parlamentare è Stella Creasy del Partito Laburista e Co-Operativo, che rappresenta il collegio dal 2010.

## Estensione

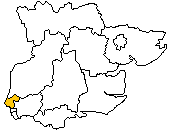
Walthamstow nell'Essex, 1885-1918

Walthamstow dal 2010 al 2024

### 1885–1918
La divisione Sud-Occidentale, o di Walthamstow della contea parlamentare dell'Essex fu creata con il Redistribution of Seats Act 1885, quando il vecchio collegio di South Essex fu diviso in tre collegi uninominali.
Il collegio consisteva delle tre parrocchie civili di Leyton, Wanstead e Walthamstow. L'area sorgeva alla periferia della conurbazione di Londra, e divenne sempre più un quartiere periferico della capitale.
Il collegio fu abolito con il Representation of the People Act 1918 e furono creati due nuovi collegi nel Borough di Walthamstow: Walthamstow East e Walthamstow West.

### Dal 1974
- 1974-1983: i ward del borgo londinese di Waltham Forest di Higham Hill, High Street, Hoe Street, St James Street e Wood Street.
- 1983-1997: come sopra, più Lloyd Park.
- 1997-2010: come sopra, più Chapel End e Lea Bridge.
- 2010-2024: i ward del borgo londinese di Waltham Forest di Chapel End, Higham Hill, High Street, Hoe Street, Lea Bridge, Markhouse, William Morris e Wood Street.
- dal 2024: i ward del borgo londinese di Waltham Forest di Chapel End; Higham Hill; High Street; Hoe Street; Lea Bridge; Markhouse; St James; William Morris; Wood Street; Upper Walthamstow ed una piccola parte di Hale End and Highams Park South, Larkswood, and Leyton.[2]

## Membri del parlamento
| Elezione | Elezione                 | Deputato              | Partito            |
| -------- | ------------------------ | --------------------- | ------------------ |
|          | 1885                     | Edward Buxton         | Liberale           |
|          | 1886                     | William Makins        | Conservatore       |
| 1892     | Edmund Widdrington Byrne |                       | Conservatore       |
|          | 1897 (S)                 | Sam Woods             | Liberale           |
|          | 1900                     | David John Morgan     | Conservatore       |
|          | 1906                     | John Allsebrook Simon | Liberale           |
|          | 1918                     | Collegio abolito      | Collegio abolito   |
|          | Feb 1974                 | Collegio ri-creato    | Collegio ri-creato |
|          | Feb 1974                 | Eric Deakins          | Laburista          |
|          | 1987                     | Hugo Summerson        | Conservatore       |
|          | 1992                     | Neil Gerrard          | Laburista          |
|          | 2010                     | Stella Creasy         | Laburista Co-Op    |

## Elezioni

### Elezioni negli anni 2020
| Partito                    | Partito                                      | Candidato                  | Risultati 4 luglio 2024 | Risultati 4 luglio 2024 |
| Partito                    | Partito                                      | Candidato                  | Voti                    | %                       |
| -------------------------- | -------------------------------------------- | -------------------------- | ----------------------- | ----------------------- |
|                            | Laburista Co-Op                              | Stella Creasy              | 27 172                  | 59,25                   |
|                            | Verdi                                        | Rosalinda Rowlands         | 9 176                   | 20,01                   |
|                            | Conservatore                                 | Sanjana Karnani            | 2 353                   | 5,13                    |
|                            | Reform UK                                    | Martin Lonergan            | 1 836                   | 4,00                    |
|                            | Lib Dem                                      | Rebecca Taylor             | 1 736                   | 3,79                    |
|                            | Workers                                      | Imran Arshad               | 1 535                   | 3,35                    |
|                            | Indipendente                                 | Mohammed Ashfaq            | 914                     | 1,99                    |
|                            | TUSC                                         | Nancy Taaffe               | 561                     | 1,22                    |
|                            | Indipendente                                 | Dan Edelstyn               | 288                     | 0,63                    |
|                            | Indipendente                                 | Ruth Rawlins               | 288                     | 0,63                    |
|                            |                                              |                            |                         |                         |
| Iscritti                   | Iscritti                                     | Iscritti                   | 76 338                  | 100,00                  |
| ↳ Votanti (% su iscritti)  | ↳ Votanti (% su iscritti)                    | ↳ Votanti (% su iscritti)  | 45 859                  | 60,07                   |
| ↳ Astenuti (% su iscritti) | ↳ Astenuti (% su iscritti)                   | ↳ Astenuti (% su iscritti) | 30 479                  | 39,93                   |
|                            |                                              |                            |                         |                         |
|                            | Esito: collegio confermato a Laburista Co-Op |                            |                         |                         |

### Elezioni negli anni 2010
| Partito                    | Partito                                      | Candidato                  | Risultati 12 dicembre 2019 | Risultati 12 dicembre 2019 |
| Partito                    | Partito                                      | Candidato                  | Voti                       | %                          |
| -------------------------- | -------------------------------------------- | -------------------------- | -------------------------- | -------------------------- |
|                            | Laburista Co-Op                              | Stella Creasy              | 36 784                     | 76,10                      |
|                            | Conservatore                                 | Shade Adoh                 | 5 922                      | 12,25                      |
|                            | Lib Dem                                      | Meera Chadha               | 2 874                      | 5,95                       |
|                            | Verdi                                        | Andrew Johns               | 1 733                      | 3,59                       |
|                            | Brexit                                       | Paul Campbell              | 768                        | 1,59                       |
|                            | Alleanza dei Popoli Cristiani                | Deborah Longe              | 254                        | 0,53                       |
|                            |                                              |                            |                            |                            |
| Iscritti                   | Iscritti                                     | Iscritti                   | 70 268                     | 100,00                     |
| ↳ Votanti (% su iscritti)  | ↳ Votanti (% su iscritti)                    | ↳ Votanti (% su iscritti)  | 48 355                     | 68,82                      |
| ↳ Astenuti (% su iscritti) | ↳ Astenuti (% su iscritti)                   | ↳ Astenuti (% su iscritti) | 21 913                     | 31,18                      |
|                            |                                              |                            |                            |                            |
|                            | Esito: collegio confermato a Laburista Co-Op |                            |                            |                            |

| Partito                    | Partito                                      | Candidato                  | Risultati 8 giugno 2017 | Risultati 8 giugno 2017 |
| Partito                    | Partito                                      | Candidato                  | Voti                    | %                       |
| -------------------------- | -------------------------------------------- | -------------------------- | ----------------------- | ----------------------- |
|                            | Laburista Co-Op                              | Stella Creasy              | 38 793                  | 80,58                   |
|                            | Conservatore                                 | Molly Samuel               | 6 776                   | 14,07                   |
|                            | Lib Dem                                      | Ukonu Obasi                | 1 384                   | 2,87                    |
|                            | Verdi                                        | Andrew Johns               | 1 190                   | 2,47                    |
|                            |                                              |                            |                         |                         |
| Iscritti                   | Iscritti                                     | Iscritti                   | 67 957                  | 100,00                  |
| ↳ Votanti (% su iscritti)  | ↳ Votanti (% su iscritti)                    | ↳ Votanti (% su iscritti)  | 48 143                  | 70,84                   |
| ↳ Astenuti (% su iscritti) | ↳ Astenuti (% su iscritti)                   | ↳ Astenuti (% su iscritti) | 19 814                  | 29,16                   |
|                            |                                              |                            |                         |                         |
|                            | Esito: collegio confermato a Laburista Co-Op |                            |                         |                         |

| Partito                    | Partito                                      | Candidato                  | Risultati 7 maggio 2015 | Risultati 7 maggio 2015 |
| Partito                    | Partito                                      | Candidato                  | Voti                    | %                       |
| -------------------------- | -------------------------------------------- | -------------------------- | ----------------------- | ----------------------- |
|                            | Laburista Co-Op                              | Stella Creasy              | 28 779                  | 68,86                   |
|                            | Conservatore                                 | Molly Samuel               | 5 584                   | 13,36                   |
|                            | Verdi                                        | Michael Gold               | 2 661                   | 6,37                    |
|                            | UKIP                                         | Paul Hillman               | 2 507                   | 6,00                    |
|                            | Lib Dem                                      | Stephen Cheung             | 1 661                   | 3,97                    |
|                            | TUSC                                         | Nancy Taaffe               | 394                     | 0,94                    |
|                            | Indipendente                                 | Ellie Merton               | 129                     | 0,31                    |
|                            | Rivoluzionario dei Lavoratori                | Jonty Leff                 | 81                      | 0,19                    |
|                            |                                              |                            |                         |                         |
| Iscritti                   | Iscritti                                     | Iscritti                   | 67 015                  | 100,00                  |
| ↳ Votanti (% su iscritti)  | ↳ Votanti (% su iscritti)                    | ↳ Votanti (% su iscritti)  | 41 796                  | 62,37                   |
| ↳ Astenuti (% su iscritti) | ↳ Astenuti (% su iscritti)                   | ↳ Astenuti (% su iscritti) | 25 219                  | 37,63                   |
|                            |                                              |                            |                         |                         |
|                            | Esito: collegio confermato a Laburista Co-Op |                            |                         |                         |

| Partito                    | Partito                                      | Candidato                  | Risultati 6 maggio 2010 | Risultati 6 maggio 2010 |
| Partito                    | Partito                                      | Candidato                  | Voti                    | %                       |
| -------------------------- | -------------------------------------------- | -------------------------- | ----------------------- | ----------------------- |
|                            | Laburista Co-Op                              | Stella Creasy              | 21 252                  | 51,84                   |
|                            | Lib Dem                                      | Farid Ahmed                | 11 774                  | 28,72                   |
|                            | Conservatore                                 | Andy Hemsted               | 5 734                   | 13,99                   |
|                            | UKIP                                         | Judith Chisholm-Benli      | 823                     | 2,01                    |
|                            | Verdi                                        | Daniel Perrett             | 767                     | 1,87                    |
|                            | TUSC                                         | Nancy Taaffe               | 279                     | 0,68                    |
|                            | Cristiano                                    | Ashar Mall                 | 248                     | 0,60                    |
|                            | Indipendente                                 | Paul Warburton             | 117                     | 0,29                    |
|                            |                                              |                            |                         |                         |
| Iscritti                   | Iscritti                                     | Iscritti                   | 64 625                  | 100,00                  |
| ↳ Votanti (% su iscritti)  | ↳ Votanti (% su iscritti)                    | ↳ Votanti (% su iscritti)  | 40 994                  | 63,43                   |
| ↳ Astenuti (% su iscritti) | ↳ Astenuti (% su iscritti)                   | ↳ Astenuti (% su iscritti) | 23 631                  | 36,57                   |
|                            |                                              |                            |                         |                         |
|                            | Esito: collegio confermato a Laburista Co-Op |                            |                         |                         |

### Elezioni negli anni 2000
| Partito                    | Partito                                | Candidato                  | Risultati 5 maggio 2005 | Risultati 5 maggio 2005 |
| Partito                    | Partito                                | Candidato                  | Voti                    | %                       |
| -------------------------- | -------------------------------------- | -------------------------- | ----------------------- | ----------------------- |
|                            | Laburista                              | Neil Gerrard               | 17 323                  | 50,29                   |
|                            | Lib Dem                                | Farid Ahmed                | 9 330                   | 27,09                   |
|                            | Conservatore                           | Jane Wright                | 6 254                   | 18,16                   |
|                            | UKIP                                   | Robert Brock               | 810                     | 2,35                    |
|                            | Alternativa Socialista                 | Nancy Taaffe               | 727                     | 2,11                    |
|                            |                                        |                            |                         |                         |
| Iscritti                   | Iscritti                               | Iscritti                   | 63 079                  | 100,00                  |
| ↳ Votanti (% su iscritti)  | ↳ Votanti (% su iscritti)              | ↳ Votanti (% su iscritti)  | 34 444                  | 54,60                   |
| ↳ Astenuti (% su iscritti) | ↳ Astenuti (% su iscritti)             | ↳ Astenuti (% su iscritti) | 28 635                  | 45,40                   |
|                            |                                        |                            |                         |                         |
|                            | Esito: collegio confermato a Laburista |                            |                         |                         |

| Partito                    | Partito                                | Candidato                  | Risultati 7 giugno 2001 | Risultati 7 giugno 2001 |
| Partito                    | Partito                                | Candidato                  | Voti                    | %                       |
| -------------------------- | -------------------------------------- | -------------------------- | ----------------------- | ----------------------- |
|                            | Laburista                              | Neil Gerrard               | 21 402                  | 62,16                   |
|                            | Conservatore                           | Nicholas Smith             | 6 221                   | 18,07                   |
|                            | Lib Dem                                | Peter Dunphy               | 5 024                   | 14,59                   |
|                            | Alternativa Socialista                 | Simon Donovan              | 806                     | 2,34                    |
|                            | BNP                                    | William Phillips           | 389                     | 1,13                    |
|                            | UKIP                                   | Gerda Mayer                | 298                     | 0,87                    |
|                            | ProLife Alliance                       | Barbara Duffy              | 289                     | 0,84                    |
|                            |                                        |                            |                         |                         |
| Iscritti                   | Iscritti                               | Iscritti                   | 64 403                  | 100,00                  |
| ↳ Votanti (% su iscritti)  | ↳ Votanti (% su iscritti)              | ↳ Votanti (% su iscritti)  | 34 429                  | 53,46                   |
| ↳ Astenuti (% su iscritti) | ↳ Astenuti (% su iscritti)             | ↳ Astenuti (% su iscritti) | 29 974                  | 46,54                   |
|                            |                                        |                            |                         |                         |
|                            | Esito: collegio confermato a Laburista |                            |                         |                         |

## Risultati dei referendum

### Referendum sulla permanenza del Regno Unito nell'Unione europea del 2016
|             | Collegio    | Lasciare UE % | Rimanere in UE % |
| ----------- | ----------- | ------------- | ---------------- |
|             | Walthamstow | 33,5%         | 66,5%            |
|             | Inghilterra | 53,3%         | 46,7%            |
| Regno Unito | 51,9%       | 48,1%         |                  |